# 静音飞机计划
静音飞机计划（Silent Airplane Initiative, SAI）是一个由剑桥-麻省理工研究院发起的研究，其目的是寻找方法以极大地减少飞行噪音，以致在机场外的人不会注意到的程度。研究在2003年11月开始，并由罗尔斯·罗伊斯股份有限公司、波音、马歇尔航天赞助。
本研究也调查以一个更陡峭的角度连续降入机场是否可以减少落地时的噪音。该理论将会由真实的喷气式客机实地验证。
研究的主要部分是设计喷气式客机和引擎以满足任务目标。较受青睐的设计是一种翼身融合设计，引擎放置在机翼的上表面，以令机翼屏蔽引擎发出的噪声。飞机的动力计划为使用具有很低比推力（即很高涵道比）的涡轮风扇发动机。引擎操控和较低的喷口噪音由不同区域的末端喷口来实现，以契合风扇。在进气和排气时的声音处理让涡轮的噪音达到最小。由于翼身融合结构装载两个引擎太单薄了，计划将推出四个引擎的修改版本。
本研究也由英国的国库和业内合作伙伴提供资金。